# 705
Évszázadok: 7. század – 8. század – 9. század
Évtizedek: 650-es évek – 660-as évek – 670-es évek – 680-as évek – 690-es évek – 700-as évek – 710-es évek – 720-as évek – 730-as évek – 740-es évek – 750-es évek
Évek: 700 – 701 – 702 – 703 –  704 – 705 – 706 – 707 – 708 – 709 – 710

## Események

### Bizánci Birodalom
- A korábbi császár, II. Iusztinianosz 15 ezer bolgár és szláv harcossal Konstantinápolyhoz vonul és blokád alá veszi a várost. Három nappal később egy használaton kívüli vízvezetéken behatolnak a fővárosba és hatalmukba kerítik a Blakhernai palotát. III. Tiberiosz császár Bithüniába menekül, de néhány hónappal később elfogják.
- A trónra visszakerülő Iusztinianosz ígéretéhez híven caesari rangot adományoz Tervel bolgár kánnak (ezzel ő lesz a birodalom második embere; ez az első eset, hogy barbár hasonló rangot kapjon) és Trákiában átadja neki Zagore régiót. Neki ígérte lánya, Anasztázia kezét is, de nem tudjuk, hogy sor került-e az esküvőre.
- Iusztinianosz (akinek korábban levágták az orrát, hogy alkalmatlanná tegyék az uralkodásra és innentől arany orrot visel) leszámol ellenfeleivel. Az elfogott III. Tiberioszt és Leontioszt (aki megdöntötte az ő uralmát, de később Tiberiosz kolostorba záratta) lefejezteti. I. Kallinikosz pátriárkát megfosztja hivatalától, megvakíttatja és Rómába száműzi. Rómában a volt pátriárkát élve befalazzák, ahol 40 nap után még élve találják, de röviddel később meghal. Az új konstantinápolyi pátriárka Iusztinianosz híve, Kürosz.

### Európa
- I. Gisulf beneventói herceg betör a Ravennai Exarchátus területére, elfoglalja Sora, Arpino és Arce városokat, útközben pusztít és fosztogat. VI. János pápa számos foglyát kiváltja és ráveszi a herceget, hogy vonuljon vissza.
- Meghal VI- János pápa. Utódjául VII. Jánost választják.
- Northumbriában a 9 éves I. Osred hívei (köztük a tekintélyes yorki püspök, Wilfrid) legyőzik a trónbitorló I. Eadwulfot.

### Omajjád Kalifátus
- Májusban meghal Abd al-Azíz ibn Marván, egyiptomi kormányzó, Abd al-Malik kalifa öccse. A kalifa fiát, Abdalláhot nevezi a tartomány élére, aki nekilát nagybátyja (aki nagyrészt saját birtokává építette ki Egyiptomot) politikai örökségének lebontásához. A közigazgatás nyelve a koptról az arabra változik.
- Októberben meghal Abd al-Malik kalifa. Utóda legidősebb fia, I. al-Valíd.
- A leigázott Örményországban számos nemest összehívnak, színleg azért, hogy katonai szolgálathoz való összeírásért, de aztán templomokba zárják őket, amiket rájuk gyújtanak. A Bizáncba menekült volt fejedelem, VI. Szmbat Bagratuni betör Örményországba, de az arabok visszaverik támadását.

### Kína
- Udvaroncok egy csoportja összeesküvést szervez az idős és súlyos beteg Vu Cö-tien császárnő és gyűlölt kegyencei, a Csang Ji-csi és Csang Csang-cung fivérek megbuktatására. A hadsereg támogatásával elfogják és kivégzik a kegyenceket, a császárnővel pedig február 21-én aláíratnak egy lemondási nyilatkozatot. A trónt fia, Tang Csung-cung (aki korábban már volt császár, de anyja lemondatta, később pedig visszahívta és kinevezte hivatalos örökösének) foglalja el. Ezzel a Tang-dinasztia visszakerül Kína élére. Vu Cö-tien császárnő decemberben meghal.

### Japán
- Fudzsivara Mahito megalapítja a Nisijama Onszen Keiunkan fürdőhelyet, amely (a szintén japán Kongó Gumi 2009-es felvásárlása óta) a világ legrégebbi folyamatosan működő önálló vállalkozása.

## Születések
- Amoghavadzsra, kínai buddhista szerzetes
- Fuldai Sturm, frank szerzetes, szent
- Tiberiosz, II. Iusztinianosz bizánci császár fia, társuralkodó

## Halálozások
- január 11. – VI. János pápa[1]
- október 8. – Abd al-Malik, Omajjád kalifa
- december 16. - Vu Cö-tien, kínai császárnő
- Leontiosz, bizánci császár
- III. Tiberiosz, bizánci császár
- I. Kallinikosz, konstantinápolyi pátriárka
- Lambert, Maastricht püspöke

## Fordítás
- Ez a szócikk részben vagy egészben  a(z)   705 című angol Wikipédia-szócikk ezen változatának fordításán alapul.  Az eredeti cikk szerkesztőit annak laptörténete sorolja fel. Ez a jelzés csupán a megfogalmazás eredetét és a szerzői jogokat jelzi, nem szolgál a cikkben szereplő információk forrásmegjelöléseként.